# Women’s Japan Basketball League
Die Women’s Japan Basketball League (jap. バスケットボール女子日本リーグ機構), kurz WJBL ist eine japanische Basketballliga für Frauen. Sie wird von der Japan Basketball Association (JABBA) ausgerichtet. Die Teams bestehen hauptsächlich aus Firmenmannschaften. Parallel gibt es für Männer die Japan Basketball League (JBL).

## Teams
- JX Sunflowers
- Fujitsu Redwave
- Chanson V-Magic
- Toyota Antelopes
- Niigata Rabbits
- AISIN AW Wings
- Denso Iris
- Hitachi High-Technologies Cougars
- Mitsubishi Electric Koalas
- Toyota-Boshoku Sunshine Rabbits
- Haneda Vickies
- Prestige International Aranmare Akita (2021-)
- Yamanashi Queenbees

## Meister
- 1999–00: Chanson V-Magic
- 2000–01: JOMO Sunflowers
- 2001–02: JOMO Sunflowers
- 2002–03: JOMO Sunflowers
- 2003–04: JOMO Sunflowers
- 2004–05: Chanson V-Magic
- 2005–06: Chanson V-Magic
- 2006–07: JOMO Sunflowers
- 2007–08: Fujitsu Redwave
- 2008–09: JOMO Sunflowers
- 2009–10: JOMO Sunflowers
- 2010–11: JX Sunflowers
- 2011–12: JX Sunflowers
- 2012–13: JX Sunflowers
- 2013–14: JX Sunflowers
- 2014–15: JX-Eneos Sunflowers